# Алрам IV фон Халс
Алрам IV фон Халс (на немски: Alram IV von Hals; † 19 януари 1246) е господар и граф на графство Халс в Бавария.

## Произход
Резиденция е в замък Халс на река Илц, северно от Дунав, близо до епископство Пасау. Халс днес е част от град Пасау. През 1072 г. господарите фон Халс са споменати за пръв път.
Той е представител на благородническия род „фон Кам“, който от 1160 г. се нарича фон Халс. Той е син на Аделберт III фон Халс († 1197/1199) и съпругата му Леукард фон Рандек? († сл. 1212). Внук е на Аделрам II фон Мюлхам († сл. 1163) и правнук на Мацили II фон Шаунберг († сл. 1130) и праправнук на Мацили I фон Мюлхам († сл. 1103).
Брат е на граф Алберт III фон Халс († сл. 1232/1259).

## Деца
Алрам IV фон Халс има един син:
- Алберт VI фон Халс († 5 октомври 1305 в Боген), граф на Халс, женен I. за Аделхайд фон Ротенек († 1282), II. пр. 29 ноември 1259 г. за Агнес фон Хиршберг, III. пр. 5 април 1282 г. за Елизабет фон Труендинген († ок. 21 декември 1308)